# 台北開放原始碼軟體使用者社群
台北開放原始碼使用者社群（英語：Taipei Open Source Software User Group, TOSSUG），簡稱「土虱社群」，為台北的地方性資訊社群。主旨為要替國內開源技術的愛好者提供自由交流分享的環境，並舉辦定期聚會以便與參與者進行面對面的交流。
自2004年開始舉辦至今，每週二晚上在台北摩茲工寮皆有聚會。聚會內容除了進行心得與經驗分享，也會交流電腦、軟體、程式、通訊等技術，並不定期舉行活動以促進成員之間的關係。